# Liste der Bahnstationen in der Region Aachen
Diese Liste enthält alle aktuellen, ehemaligen und geplanten Bahnstationen in der Städteregion Aachen sowie in den Kreisen Düren und Heinsberg im Westen Nordrhein-Westfalens, sowohl Personen- und Güterbahnhöfe als auch Haltepunkte, inklusive Stationen der niedrigsten Kategorien 6 und 7, jedoch keine Betriebsbahnhöfe.
Bahnhöfe, die nach Einstellung des Personenverkehrs noch als reiner Güterbahnhof weiter bestanden, werden bei den Personenbahnhöfen aufgeführt. Die Spalte Betreiber nennt nur den letzten oder aktuellen Betreiber der Station (ggf. den letzten Betreiber, unter dem Personenverkehr durchgeführt wurde). Es wird nur regelmäßiger Personenverkehr gezählt, also keine Bedienung durch Sonderfahrten.
Im Gegensatz zur Liste der Personenbahnhöfe in Nordrhein-Westfalen werden hier auch ehemalige Bahnhöfe sowie gegenwärtige und ehemalige Haltepunkte aufgeführt.

## Personenstationen
| Station                                                                                        | Bild | Gemeinde         | Bahnstrecken | Bestand                                   | Betreiber                           |
| ---------------------------------------------------------------------------------------------- | ---- | ---------------- | --- | ----------------------------------------- | ----------------------------------- |
| Aachen Hbf                                                                                     |      | Aachen           | Köln–Aachen Aachen–Lüttich Aachen–Mönchengladbach                                                                     | seit 1905                                 | DB AG                               |
| Aachen Marschierthor                                                                           |      | Aachen           | Aachen–Mönchengladbach                                                                                                | 1853 bis 1905                             | K.P.St.E.                           |
| Aachen Nord                                                                                    |      | Aachen           | Aachen Nord–Jülich | 1875 bis 1980                             | DB                                  |
| Aachen-Rothe Erde                                                                              |      | Aachen           | Köln–Aachen Haaren–Aachen-Rothe Erde Vennbahn                                                                         | seit 1875                                 | DB AG                               |
| Aachen Schanz                                                                                  |      | Aachen           | Aachen–Mönchengladbach                                                                                                | seit 2004                                 | DB AG                               |
| Aachen Süd                                                                                     |      | Aachen           | Aachen–Lüttich | 1843 bis 1936                             | DRG                                 |
| Aachen Templerbend                                                                             |      | Aachen           | Aachen–Mönchengladbach Aachen–Maastricht Aachen–Tongeren                                                              | 1858 bis 1910                             | K.P.St.E.                           |
| Aachen West                                                                                    |      | Aachen           | Aachen–Mönchengladbach Aachen–Tongeren                                                                                | seit 1910                                 | DB AG                               |
| Abenden                                                                                        |      | Nideggen         | Düren–Heimbach | seit 1903                                 | Rurtalbahn                          |
| Aldenhoven                                                                                     |      | Aldenhoven       | Aachen Nord–Jülich | 1871 bis 1985                             | DB                                  |
| Aldenhoven Ost                                                                                 |      | Aldenhoven       | Aachen Nord–Jülich | 1871 bis 1985                             | DB                                  |
| Alsdorf (Kr Aachen) (s. auch Alsdorf-Annapark)                                                 |      | Alsdorf          | Stolberg–Herzogenrath                                                                                                 | 1872 bis 1992                             | DB                                  |
| Alsdorf Kleinbahnhof                                                                           |      | Alsdorf          | Alsdorf–Geilenkirchen                                                                                                 | 1900 bis 1944 1946 bis 1953               | GKB                                 |
| Alsdorf-Annapark                                                                               |      | Alsdorf          | Stolberg–Herzogenrath                                                                                                 | seit 2005                                 | EVS                                 |
| Alsdorf-Busch                                                                                  |      | Alsdorf          | Stolberg–Herzogenrath                                                                                                 | seit 2005                                 | EVS                                 |
| Alsdorf-Kellersberg                                                                            |      | Alsdorf          | Stolberg–Herzogenrath                                                                                                 | seit 2011                                 | EVS                                 |
| Alsdorf-Mariadorf                                                                              |      | Alsdorf          | Stolberg–Herzogenrath                                                                                                 | seit 2011                                 | EVS                                 |
| Alsdorf-Ofden                                                                                  |      | Alsdorf          | Aachen Nord–Jülich | 1953 bis 1985                             | DB                                  |
| Alsdorf Poststraße                                                                             |      | Alsdorf          | Stolberg–Herzogenrath                                                                                                 | seit 2011                                 | EVS                                 |
| Alsdorf Schaufenberger Straße                                                                  |      | Alsdorf          | Alsdorf–Geilenkirchen                                                                                                 | 1902 bis 1944 1946 bis 1953               | GKB                                 |
| Ameln                                                                                          |      | Titz             | Mönchengladbach–Stolberg                                                                                              | 1881 bis 1980                             | DB                                  |
| Arsbeck                                                                                        |      | Wegberg          | Rheydt–Antwerpen |                                           | DB AG                               |
| Baal heute Baal Gbf                                                                            |      | Hückelhoven      | Aachen–Mönchengladbach Baal Gbf–Baal West (ab 1911)                                                                   | seit 1852 PV bis 1911                     | DB AG                               |
| Baal                                                                                           |      | Hückelhoven      | Aachen–Mönchengladbach Jülich–Dalheim                                                                                 | seit 1911                                 | DB AG                               |
| Baesweiler                                                                                     |      | Baesweiler       | Alsdorf–Geilenkirchen                                                                                                 | 1900 bis 1944 1946 bis 1953               | GKB                                 |
| Baesweiler Jülicher Straße                                                                     |      | Baesweiler       | Alsdorf–Geilenkirchen                                                                                                 | 1900 bis 1944 1946 bis 1953               | GKB                                 |
| Bauchem                                                                                        |      | Geilenkirchen    | Geilenkirchen–Tüddern                                                                                                 | 1900 bis 1944 1946 bis 1960 1971 bis 1973 | GKB                                 |
| Binsfeld                                                                                       |      | Nörvenich        | Düren–Euskirchen | seit 2006                                 | Rurtalbahn                          |
| Birgden                                                                                        |      | Gangelt          | Geilenkirchen–Tüddern                                                                                                 | 1900 bis 1944 1946 bis 1960 seit 1971     | TBR                                 |
| Blens                                                                                          |      | Heimbach         | Düren–Heimbach | seit 1903                                 | Rurtalbahn                          |
| Bourheim                                                                                       |      | Jülich           | Aachen Nord–Jülich | seit 1871, stillgelegt                    | DB                                  |
| Brachelen                                                                                      |      | Hückelhoven      | Aachen–Mönchengladbach                                                                                                | seit 1904                                 | DB AG                               |
| Brand (Rheinl)                                                                                 |      | Aachen           | Vennbahn | 1885 bis 1960                             | DB                                  |
| Breinig                                                                                        |      | Stolberg (Rhld.) | Stolberg–Walheim | 1889 bis 1961                             | DB                                  |
| Bubenheim                                                                                      |      | Nörvenich        | Düren–Euskirchen | 1880 bis 1983 2010 bis 2019               | Rurtalbahn                          |
| Dalheim                                                                                        |      | Wegberg          | Rheydt–Antwerpen Jülich–Dalheim                                                                                       | seit 1879                                 | DB AG                               |
| Distelrath                                                                                     |      | Düren            | Düren–Distelrath Distelrath–Embken Distelrath–Schneidhausen                                                           | 1909 bis 1963                             | DKB                                 |
| Heinsberg-Dremmen                                                                              |      | Heinsberg        | Lindern–Heinsberg (Rheinl)                                                                                            | 1890 bis 1980 seit 2013                   | Rurtalbahn                          |
| Düren                                                                                          |      | Düren            | Köln–Aachen Jülich–Düren Düren–Heimbach Düren–Euskirchen Düren–Neuss Düren–Distelrath                                 | seit 1841                                 | Nordteil: Rurtalbahn Südteil: DB AG |
| Düren Annakirmesplatz bis 1993 Düren Süd                                                       |      | Düren            | Düren–Heimbach |                                           | Rurtalbahn                          |
| Düren Im Großen Tal bis 1965 Arnoldsweiler                                                     |      | Düren            | Jülich–Düren | 1948 bis 1965 seit 2000                   | Rurtalbahn                          |
| Düren Kuhbrücke                                                                                |      | Düren            | Düren–Heimbach | seit 1993                                 | Rurtalbahn                          |
| Düren Renkerstraße                                                                             |      | Düren            | Düren–Heimbach | seit 2000                                 | Rurtalbahn                          |
| Eilendorf                                                                                      |      | Aachen           | Köln–Aachen | seit 1841                                 | DB AG                               |
| Erkelenz                                                                                       |      | Erkelenz         | Aachen–Mönchengladbach                                                                                                | seit 1852                                 | DB AG                               |
| Eschweiler Hbf                                                                                 |      | Eschweiler       | Köln–Aachen | seit 1841                                 | DB AG                               |
| Eschweiler-Aue                                                                                 |      | Eschweiler       | Mönchengladbach–Stolberg                                                                                              | 1873 bis 1981                             | DB                                  |
| Eschweiler-Nothberg (s. auch Nothberg)                                                         |      | Eschweiler       | Mönchengladbach–Stolberg                                                                                              | seit 2004                                 | EVS                                 |
| Eschweiler-Röhe                                                                                |      | Eschweiler       | Mönchengladbach–Stolberg                                                                                              | 1952 bis 1981                             | DB                                  |
| Eschweiler-St Jöris                                                                            |      | Eschweiler       | Stolberg–Herzogenrath                                                                                                 | 1949 bis 1981 seit 2014                   | EVS                                 |
| Eschweiler Talbahnhof/Raiffeisenplatz bis 1983 Eschweiler Tal                                  |      | Eschweiler       | Mönchengladbach–Stolberg                                                                                              | 1873 bis 1983 seit 2004                   | EVS                                 |
| Eschweiler-Weisweiler (s. auch Weisweiler)                                                     |      | Eschweiler       | Mönchengladbach–Stolberg Weisweiler–Langerwehe                                                                        | seit 2004                                 | EVS                                 |
| Eschweiler West                                                                                |      | Eschweiler       | Mönchengladbach–Stolberg                                                                                              | seit 2004                                 | EVS                                 |
| Euchen                                                                                         |      | Würselen         | Aachen Nord–Jülich | 1871 bis 1980                             | DB                                  |
| Floverich-Apweiler                                                                             |      | Baesweiler       | Alsdorf–Geilenkirchen                                                                                                 | abgerissen                                | GKB                                 |
| Frenz (Inden)                                                                                  |      | Inden            | Mönchengladbach–Stolberg                                                                                              | bis 1983                                  | DB                                  |
| Gangelt                                                                                        |      | Gangelt          | Geilenkirchen–Tüddern                                                                                                 | 1900 bis 1944 1946 bis 1960 1971 bis 1973 | GKB                                 |
| Geilenkirchen                                                                                  |      | Geilenkirchen    | Aachen–Mönchengladbach                                                                                                | seit 1852                                 | DB AG                               |
| Geilenkirchen Kreisbf                                                                          |      | Geilenkirchen    | Geilenkirchen–Tüddern Alsdorf–Geilenkirchen                                                                           | 1900 bis 1944 1946 bis 1960 1971 bis 1973 | GKB                                 |
| Gelindchen                                                                                     |      | Gangelt          | Geilenkirchen–Tüddern                                                                                                 | seit 1971                                 | TBR                                 |
| Gillrath                                                                                       |      | Geilenkirchen    | Geilenkirchen–Tüddern                                                                                                 | 1900 bis 1944 1946 bis 1960 seit 1971     | TBR                                 |
| Grevenberg                                                                                     |      | Würselen         | Stolberg–Kohlscheid                                                                                                   | ab 1875, abgerissen                       |                                     |
| Haaren (b Aachen)                                                                              |      | Aachen           | Haaren–Aachen-Rothe Erde Aachen Nord–Jülich                                                                           | 1875 bis 2004 PV 1875 bis 1876            |                                     |
| Hausen (b Düren)                                                                               |      | Heimbach         | Düren–Heimbach | seit 1903                                 | Rurtalbahn                          |
| Heimbach (Eifel)                                                                               |      | Heimbach         | Düren–Heimbach | seit 1903                                 | Rurtalbahn                          |
| Heinsberg (Rheinland)                                                                          |      | Heinsberg        | Lindern–Heinsberg (Rheinl)                                                                                            | 1890 bis 1980 seit 2013                   | Rurtalbahn                          |
| Heinsberg-Horst                                                                                |      | Heinsberg        | Lindern–Heinsberg (Rheinl)                                                                                            | seit 2013                                 | Rurtalbahn                          |
| Heinsberg Kreishaus                                                                            |      | Heinsberg        | Lindern–Heinsberg (Rheinl)                                                                                            | seit 2013                                 | Rurtalbahn                          |
| Heinsberg-Oberbruch bis 1957 Grebben 1957–2013 Oberbruch (Rheinl)                              |      | Heinsberg        | Lindern–Heinsberg (Rheinl)                                                                                            | 1890 bis 1980 seit 2013                   | Rurtalbahn                          |
| Heinsberg-Porselen bis 2013 Porselen                                                           |      | Heinsberg        | Lindern–Heinsberg (Rheinl)                                                                                            | bis 1980 seit 2013                        | Rurtalbahn                          |
| Heinsberg-Randerath bis 2013 Randerath                                                         |      | Heinsberg        | Lindern–Heinsberg (Rheinl)                                                                                            | 1890 bis 1980 seit 2013                   | Rurtalbahn                          |
| Herzogenrath                                                                                   |      | Herzogenrath     | Aachen–Mönchengladbach Stolberg–Herzogenrath Sittard–Herzogenrath                                                     | seit 1852                                 | DB AG                               |
| Herzogenrath-Alt-Merkstein bis 1984 Merkstein West                                             |      | Herzogenrath     | Stolberg–Herzogenrath                                                                                                 | bis 1984 seit 2005                        | EVS                                 |
| Herzogenrath August-Schmidt-Platz                                                              |      | Herzogenrath     | Stolberg–Herzogenrath                                                                                                 | seit 2005                                 | EVS                                 |
| Hoengen-Begau                                                                                  |      | Alsdorf          | Stolberg–Herzogenrath                                                                                                 | bis 1984                                  | DB                                  |
| Hoengen                                                                                        |      | Alsdorf          | Aachen Nord–Jülich | 1953 bis 1980                             | DB                                  |
| Hoengen Ost bis 1897 Warden 1897–1953 Höngen                                                   |      | Alsdorf          | Aachen Nord–Jülich | 1882 bis 1964                             | DB                                  |
| Huchem-Stammeln                                                                                |      | Niederzier       | Jülich–Düren |                                           | Rurtalbahn                          |
| Immendorf                                                                                      |      | Geilenkirchen    | Alsdorf–Geilenkirchen                                                                                                 | 1900 bis 1944 1946 bis 1953               | GKB                                 |
| Immerath                                                                                       |      | Erkelenz         | Mönchengladbach–Stolberg                                                                                              | 1897 bis 1980                             | DB                                  |
| Inden                                                                                          |      | Inden            | Mönchengladbach–Stolberg Düren–Inden                                                                                  | 1873 bis 1983                             | DB                                  |
| Jakobshäuschen                                                                                 |      | Geilenkirchen    | Alsdorf–Geilenkirchen                                                                                                 | 1900 bis 1944 1946 bis 1953               | GKB                                 |
| Jakobwüllesheim                                                                                |      | Vettweiß         | Bahnstrecke Euskirchen–Düren                                                                                          | 1955 bis 1983 seit 2013                   | Rurtalbahn                          |
| Jülich An den Aspen                                                                            |      | Jülich           | Jülich–Dalheim | seit 2018                                 | Rurtalbahn                          |
| Jülich                                                                                         |      | Jülich           | Aachen Nord–Jülich Jülich–Dalheim Jülich–Düren Mönchengladbach–Stolberg Jülich–Puffendorf                             | seit 1873                                 | Rurtalbahn                          |
| Jülich Forschungszentrum bis 1995 Jülich Süd                                                   |      | Jülich           | Jülich–Düren | 1917 bis 1982 seit 1993                   | Rurtalbahn                          |
| Jülich Nord                                                                                    |      | Jülich           | Jülich–Dalheim | seit 2002                                 | Rurtalbahn                          |
| Jülich-Selgersdorf                                                                             |      | Jülich           | Jülich–Düren | seit 1956                                 | Rurtalbahn                          |
| Kaisersruh                                                                                     |      | Würselen         | Aachen Nord–Jülich | 1871 bis 1973                             | DB                                  |
| Kirchberg (b Jülich)                                                                           |      | Jülich           | Aachen Nord–Jülich | 1882 bis 1980                             | DB                                  |
| Kirchberg (b Jülich) Nord                                                                      |      | Jülich           | Aachen Nord–Jülich | 1911 bis 1971                             | JKB                                 |
| Kohlscheid                                                                                     |      | Herzogenrath     | Aachen–Mönchengladbach Stolberg–Kohlscheid                                                                            | seit 1853                                 | DB AG                               |
| Kohlscheid Süd bis 1905 Rumpen                                                                 |      | Herzogenrath     | Stolberg–Kohlscheid                                                                                                   | 1892 bis 1951                             | DB                                  |
| Kornelimünster                                                                                 |      | Aachen           | Vennbahn | 1885 bis 1960                             | DB                                  |
| Krauthausen (s. auch Niederzier-Krauthausen)                                                   |      | Niederzier       | Jülich–Düren | seit 1996                                 | Rurtalbahn                          |
| Kreuzau                                                                                        |      | Kreuzau          | Düren–Heimbach | seit 1892                                 | Rurtalbahn                          |
| Kreuzau Eifelstr                                                                               |      | Kreuzau          | Düren–Heimbach | seit 1994                                 | Rurtalbahn                          |
| Kreuzrath                                                                                      |      | Gangelt          | Geilenkirchen–Tüddern                                                                                                 | 1900 bis 1944 1946 bis 1960 1971 bis 1973 | GKB                                 |
| Lamersdorf bis 1962 Lucherberg                                                                 |      | Inden            | Mönchengladbach–Stolberg                                                                                              | 1952 bis 1983                             | DB                                  |
| Langerwehe                                                                                     |      | Langerwehe       | Köln–Aachen Weisweiler–Langerwehe                                                                                     | seit 1841                                 | DB AG                               |
| Lendersdorf                                                                                    |      | Düren            | Düren–Heimbach | seit 1892                                 | Rurtalbahn                          |
| Lindern                                                                                        |      | Geilenkirchen    | Aachen–Mönchengladbach Lindern–Heinsberg (Rheinl)                                                                     | seit 1852                                 | DB AG                               |
| Linnich SIG Combibloc bis 2002 Linnich                                                         |      | Linnich          | Jülich–Dalheim | 1911 bis 1968 seit 2002                   | Rurtalbahn                          |
| Mariadorf bis 1880 Höngen Rh (s. auch Alsdorf-Mariadorf)                                       |      | Alsdorf          | Stolberg–Herzogenrath                                                                                                 | 1872 bis 1984                             | DB                                  |
| Mariagrube bis 1880 Höngen AIE                                                                 |      | Alsdorf          | Aachen Nord–Jülich Stolberg–Herzogenrath Mariagrube–Siersdorf Grube Emil Mayrisch                                     | 1875 bis 1984                             | DB                                  |
| Merkstein bis 1936 Nordstern (s. auch Herzogenrath August-Schmidt-Platz)                       |      | Herzogenrath     | Stolberg–Herzogenrath                                                                                                 | abgerissen                                | DB                                  |
| Merzenich                                                                                      |      | Düren            | Köln–Aachen | seit 2003                                 | DB AG                               |
| Neuweiler                                                                                      |      | Alsdorf          | Alsdorf–Geilenkirchen                                                                                                 | 1900 bis 1944 1946 bis 1953               | GKB                                 |
| Nideggen-Brück bis 1995 Nideggen                                                               |      | Nideggen         | Düren–Heimbach | seit 1903                                 | Rurtalbahn                          |
| Niederau-Tuchmühle bis 2002 Tuchmühle                                                          |      | Düren            | Düren–Heimbach | seit 1994                                 | Rurtalbahn                          |
| Niedermerz                                                                                     |      | Aldenhoven       | Aachen Nord–Jülich | bis 1980                                  | DB                                  |
| Niederzier-Krauthausen bis 1936 Krauthausen 1936–1982 Jülich-Krauthausen (s. auch Krauthausen) |      | Niederzier       | Jülich–Düren | 1873 bis 1996                             | Rurtalbahn                          |
| Nörvenich                                                                                      |      | Nörvenich        | Distelrath–Embken Benzelrath–Nörvenich                                                                                | 1909 bis 1963                             | DKB                                 |
| Nothberg (s. auch Eschweiler-Nothberg)                                                         |      | Eschweiler       | Köln–Aachen | bis 2009                                  | DB AG                               |
| Oberbolheim                                                                                    |      | Nörvenich        | Benzelrath–Nörvenich                                                                                                  | 1905 bis 1960                             | DB                                  |
| Obermaubach                                                                                    |      | Kreuzau          | Düren–Heimbach |                                           | Rurtalbahn                          |
| Oidtweiler                                                                                     |      | Baesweiler       | Alsdorf–Geilenkirchen                                                                                                 | 1900 bis 1944 1946 bis 1953               | GKB                                 |
| Puffendorf (GKB)                                                                               |      | Baesweiler       | Alsdorf–Geilenkirchen                                                                                                 | 1900 bis 1944 1946 bis 1953               | GKB                                 |
| Puffendorf (JKB)                                                                               |      | Baesweiler       | Jülich Nord–Puffendorf                                                                                                | 1911 bis 1971                             | JKB                                 |
| Ratheim                                                                                        |      | Hückelhoven      | Jülich–Dalheim | 1911 bis 1980                             | DB                                  |
| Richterich                                                                                     |      | Aachen           | Aachen–Mönchengladbach Aachen–Maastricht                                                                              | 1859 bis 1966                             | DB                                  |
| Schierwaldenrath ehem. Langbroich-Schierwaldenrath                                             |      | Gangelt          | Geilenkirchen–Tüddern                                                                                                 | 1900 bis 1944 1946 bis 1960 seit 1971     | TBR                                 |
| Schleiden (b Jülich)                                                                           |      | Aldenhoven       | Aachen Nord–Jülich | 1882 bis 1980                             | DB                                  |
| Selhausen                                                                                      |      | Niederzier       | Jülich–Düren | seit 1993                                 | Rurtalbahn                          |
| Setterich                                                                                      |      | Baesweiler       | Alsdorf–Geilenkirchen                                                                                                 | 1900 bis 1944 1946 bis 1953               | GKB                                 |
| Siersdorf                                                                                      |      | Aldenhoven       | Mariagrube–Siersdorf Grube Emil Mayrisch                                                                              | 1953 bis 1982                             | DB                                  |
| Siersdorf Grube Emil Mayrisch                                                                  |      | Aldenhoven       | Mariagrube–Siersdorf Grube Emil Mayrisch                                                                              | 1953 bis 1982                             | DB                                  |
| Stahe                                                                                          |      | Geilenkirchen    | Geilenkirchen–Tüddern                                                                                                 | 1950 bis 1960 seit 1971                   | Selfkantbahn                        |
| Stolberg (Rheinl) Hbf                                                                          |      | Stolberg (Rhld.) | Köln–Aachen Stolberg–Herzogenrath Stolberg–Kohlscheid Mönchengladbach–Stolberg Stolberg–Walheim Stolberg–Münsterbusch | seit 1841                                 | EVS DB AG (nur Gl. 1 & 2)           |
| Stolberg Altstadt bis 2001 Stolberg (Rheinl) Hammer                                            |      | Stolberg (Rhld.) | Stolberg–Walheim | 1881 bis 1961 seit 2001                   | EVS                                 |
| Stolberg-Atsch (Bf)                                                                            |      | Stolberg (Rhld.) | Stolberg–Kohlscheid                                                                                                   | 1875 bis 1886                             | AJ                                  |
| Stolberg-Atsch (Hp)                                                                            |      | Stolberg (Rhld.) | Stolberg–Walheim | 1954 bis 1961                             | DB                                  |
| Stolberg Mühlener Bahnhof bis 2001 Stolberg (Rheinl) Mühle                                     |      | Stolberg (Rhld.) | Stolberg–Walheim | 1881 bis 1960 seit 2001                   | EVS                                 |
| Stolberg Rathaus bis 2001 Stolberg Kortumstr                                                   |      | Stolberg (Rhld.) | Stolberg–Walheim | 1954 bis 1961 seit 2001                   | EVS                                 |
| Stolberg Schneidmühle                                                                          |      | Stolberg (Rhld.) | Stolberg–Walheim | seit 2001                                 | EVS                                 |
| Stolberg-Velau (neu)                                                                           |      | Stolberg (Rhld.) | Eschweiler-Aue–Stolberg Spiegelmanufaktur                                                                             | 1884 bis 1890                             | K.P.St.E.                           |
| Süsterseel                                                                                     |      | Selfkant         | Geilenkirchen–Tüddern                                                                                                 | 1900 bis 1944 1946 bis 1949               | GKB                                 |
| Titz                                                                                           |      | Titz             | Mönchengladbach–Stolberg                                                                                              | bis 1980                                  | DB                                  |
| Tüddern                                                                                        |      | Selfkant         | Geilenkirchen–Tüddern                                                                                                 | 1900 bis 1944 1946 bis 1949               | GKB                                 |
| Übach-Palenberg                                                                                |      | Übach-Palenberg  | Aachen–Mönchengladbach                                                                                                | seit 1852                                 | DB AG                               |
| Üdingen                                                                                        |      | Kreuzau          | Düren–Heimbach | seit 1903                                 | Rurtalbahn                          |
| Untermaubach-Schlagstein bis 1999 Untermaubach                                                 |      | Kreuzau          | Düren–Heimbach | seit 1903                                 | Rurtalbahn                          |
| Vettweiß                                                                                       |      | Vettweiß         | Euskirchen–Düren | 1864 bis 1983 seit 2010                   | Rurtalbahn                          |
| Walheim (b Aachen)                                                                             |      | Aachen           | Vennbahn Stolberg–Walheim                                                                                             | 1885 bis 1962                             | DB                                  |
| Wegberg                                                                                        |      | Wegberg          | Rheydt–Antwerpen | seit 1879                                 | DB AG                               |
| Wehr (Kr. Geilenkirchen)                                                                       |      | Selfkant         | Geilenkirchen–Tüddern                                                                                                 | 1900 bis 1944 1946 bis 1949               | GKB                                 |
| Weiden (b Aachen)                                                                              |      | Würselen         | Stolberg–Kohlscheid                                                                                                   | 1875 bis 1960                             | DB                                  |
| Weisweiler (s. auch Eschweiler-Weisweiler)                                                     |      | Eschweiler       | Mönchengladbach–Stolberg                                                                                              | 1873 bis 1983                             | DB                                  |
| Welldorf                                                                                       |      | Jülich           | Mönchengladbach–Stolberg                                                                                              | 1890 bis 1980                             | DB                                  |
| Würselen                                                                                       |      | Würselen         | Aachen Nord–Jülich Stolberg–Kohlscheid                                                                                | 1875 bis 1980                             | DB                                  |
| Würselen Mitte                                                                                 |      | Würselen         | Aachen Nord–Jülich | bis 1980                                  | DB                                  |
| Forschungsflugplatz Würselen-Merzbrück                                                         |      | Würselen         | Bahnstrecke Stolberg–Herzogenrath                                                                                     | Oktober 2024                              | EVS Euregio Verkehrsschienennetz    |
| Würselen Nord bis 1897 Morsbach                                                                |      | Würselen         | Stolberg–Kohlscheid                                                                                                   | 1875 bis 1960                             | DB                                  |
| Zerkall                                                                                        |      | Hürtgenwald      | Düren–Heimbach | seit 1947                                 | Rurtalbahn                          |

## Güterbahnhöfe
| Bahnhof                                                             | Bild | Gemeinde         | Bahnstrecke(n)                        | Bestand                                                                              | Betreiber                                 |     |
| ------------------------------------------------------------------- | ---- | ---------------- | ------------------------------------- | ------------------------------------------------------------------------------------ | ----------------------------------------- | --- |
| Aachen Güterbahnhof                                                 |      | Aachen           | Köln–Aachen                           | 1895 bis 1986 als Gleisanschluss bis 1997                                            | DB                                        |     |
| Aachen West                                                         |      | Aachen           | Aachen–Mönchengladbach Aachen–Tongern | 1910 bis 1989 als Rangierbahnhof für den Güterverkehr nach Belgien weiterhin genutzt | DB AG                                     |     |
| Stolberg, Münsterbusch                                              |      | Stolberg (Rhld.) | Bahnstrecke Stolberg–Münsterbusch     | 1838 bis 1980                                                                        | Rheinische Eisenbahn-Gesellschaft, DR, DB |     |
| Stolberg-Velau (alt) (s. auch Personenbahnhof Stolberg-Velau (neu)) |      | -                | Stolberg (Rhld.)                      | Stolberg–Stolberg Spiegelmanufaktur                                                  | 1867 bis 1881                             | RhE |
| Güterbahnhof Stolberg mit Bezirk 1-5                                |      | Stolberg (Rhld.) |                                       |                                                                                      | EVS Euregio Verkehrsschienennetz          |     |

## Galerie

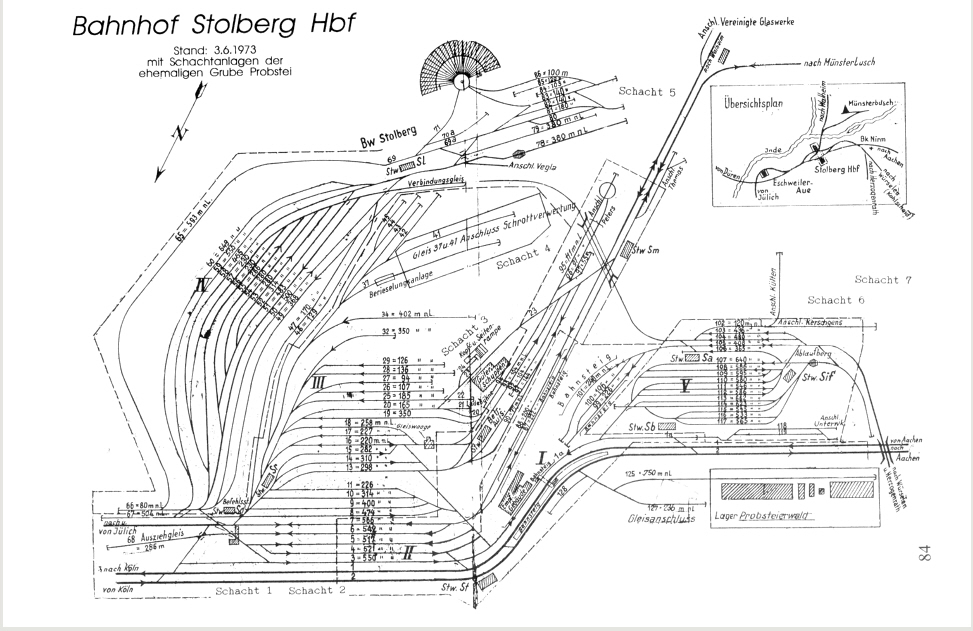
Nichtmaßstäbliche Darstellung der Stolberger Gleisanlagen 1973
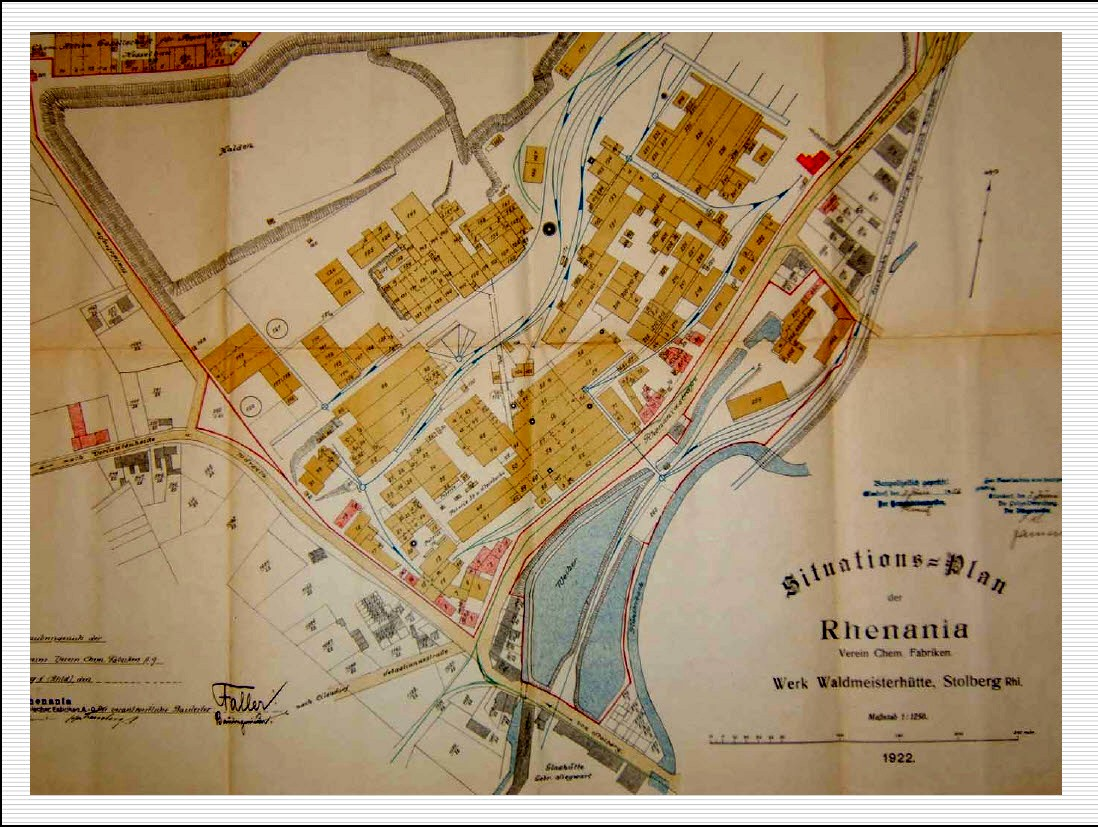
Gleisanlagen Werk Rhenania in Stolberg-Atsch 1922
Eisenbahnen im Aachener Revier
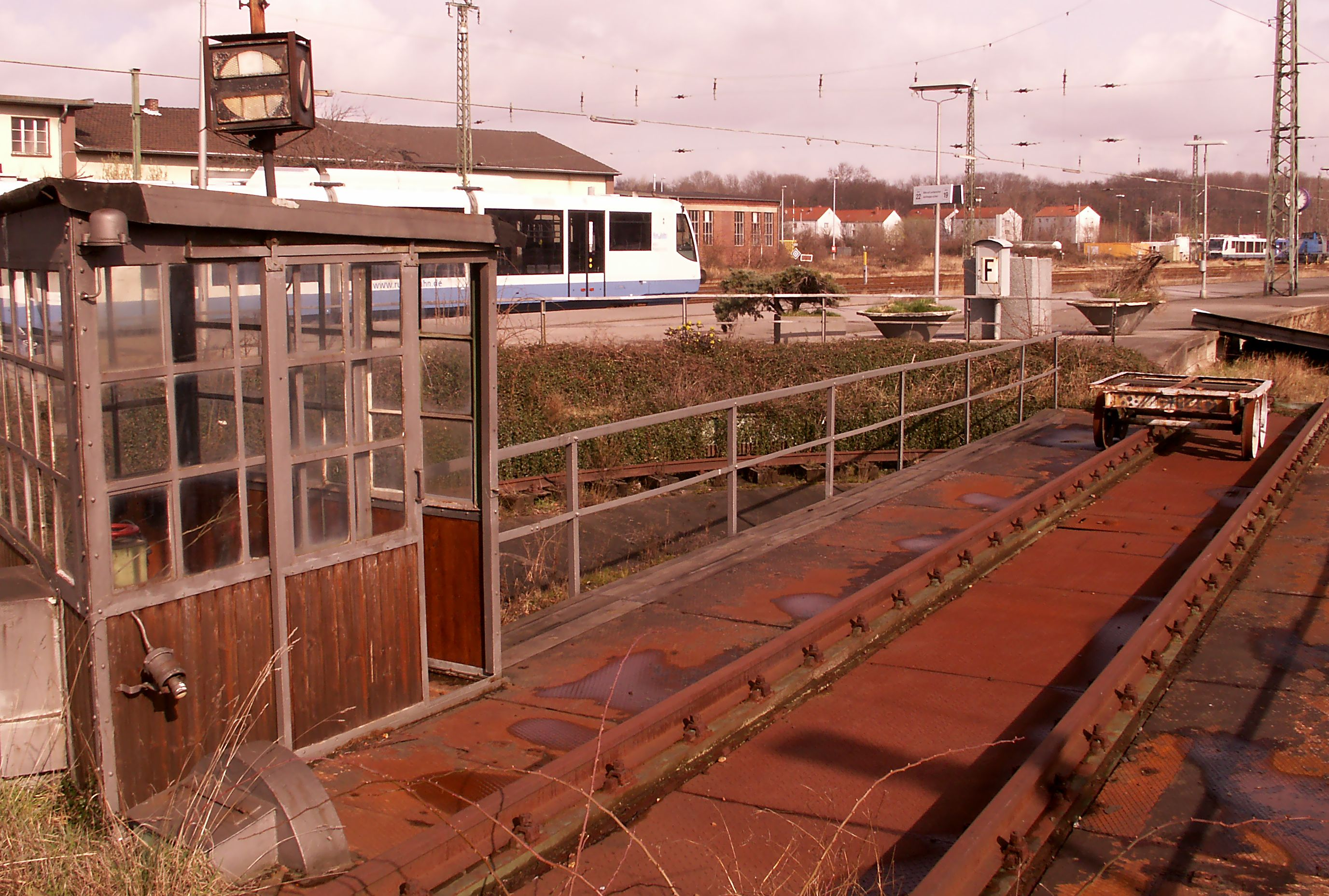
Alte Drehscheibe im Bahnhof Düren